# August Kundt
August Kundt (18. listopadu 1839 Schwerin – 21. května 1894 Israelsdorf) byl německý fyzik. Zabýval se výzkumem zvuku (vynalezl kundtovu trubici), optiky (originální výzkum disperze světla na různých materiálech) i elektromagnetismem a magnetooptikou.
Kundt vystudoval v letech 1859-1864 univerzitu v Lipsku a promoval u Heinricha Magnuse prací o depolarizaci světla. V letech 1866-1868 se zabýval výzkumem zvuku. V roce 1866 vynalezl Kundtovu trubici, která umožňuje poměrně přesně měřit rychlost zvuku v plynech. Habilitoval v roce 1867 a v roce 1868 získal místo profesora v Zurichu. Zde učil Wilhelma Röntgena, s nímž pak dlouhodobě spolupracoval. Poté působil krátce ve Würzburgu. Od roku 1872 pomáhal zakládat univerzitu ve Štrasburku, především pak její institut fyziky.
V roce 1888 nastoupil jako ředitel fyzikálního institutu univerzity v Berlíně, kde se stal nástupcem legendárního Hermanna von Helmholtze.
Měsíční kráter Kundt v Mare Nubium je pojmenován na jeho počest.